# Torch River
Torch River är ett vattendrag i Kanada.   Det ligger i provinsen Saskatchewan, i den centrala delen av landet, 2 200 km väster om huvudstaden Ottawa. Torch River ligger vid sjön Ball Lake.
I omgivningarna runt Torch River växer i huvudsak blandskog. Trakten runt Torch River är nära nog obefolkad, med mindre än två invånare per kvadratkilometer.